# リビエラ・グランデ・デ・サンティアゴ (カーボベルデ)
リビエラ・グランデ・デ・サンティアゴ（ポルトガル語: Concelho da Ribeira Grande de Santiago）は、カーボベルデの基礎自治体のひとつ。

## 隣接行政区画
- サンタ・カタリーナ
- サン・サルバトル・ド・ムンド
- サン・ロレンソ・ドス・オルガン
- サン・ドミンゴス
- プライア

## 教区
- Santíssimo Nome de Jesus
- São João Batista